# Albrecht Broemme

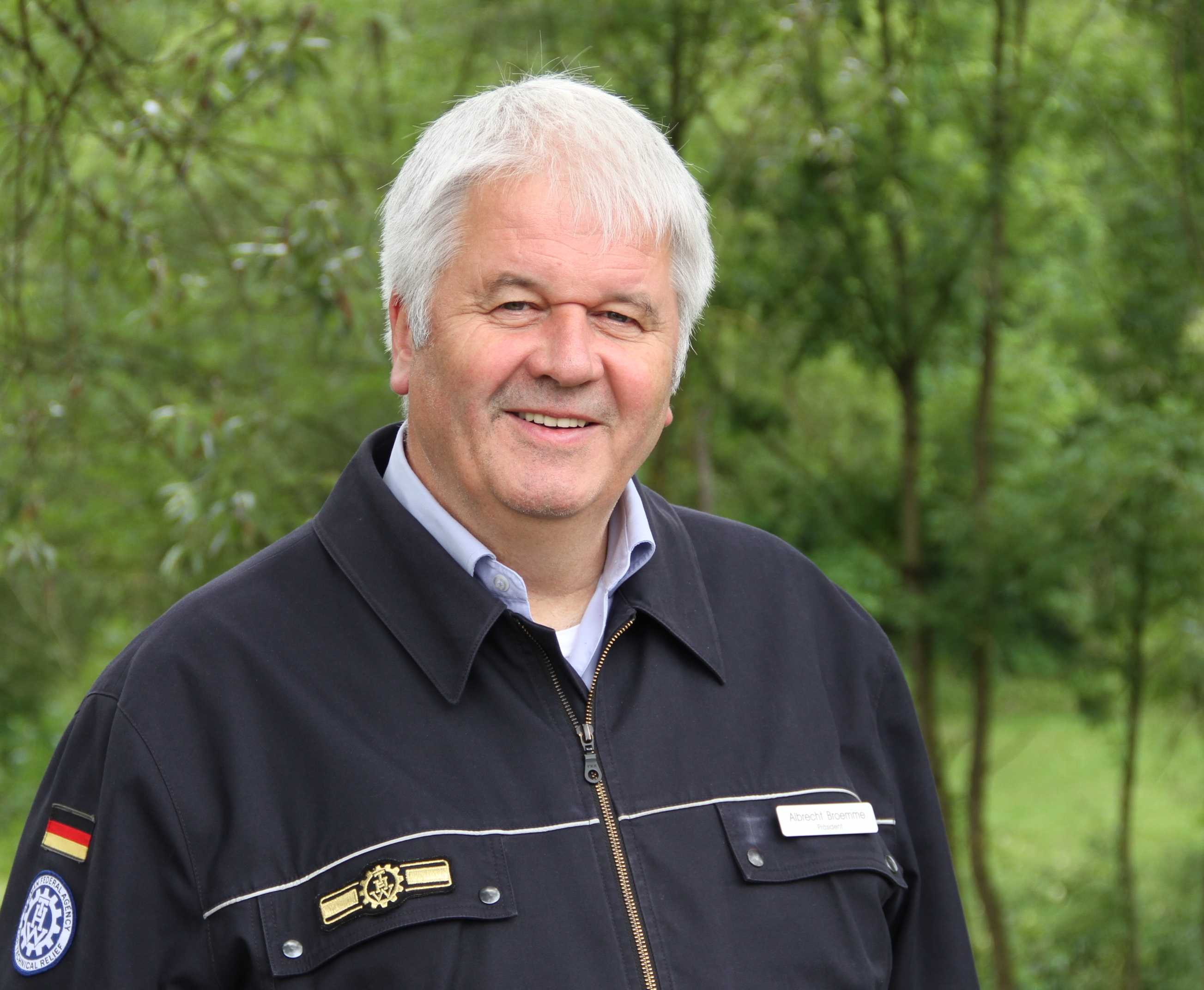
Albrecht Broemme als Präsident des Technischen Hilfswerks (2017)

Albrecht Broemme (* 21. Mai 1953 in Darmstadt) war von April 2006 bis Ende 2019 Präsident der Bundesanstalt Technisches Hilfswerk. Zuvor war er ab Mitte 1992 als Landesbranddirektor Leiter der Berliner Feuerwehr.

## Leben und Wirken
Seinen Wehrersatzdienst absolvierte Broemme beim Technischen Hilfswerk in Darmstadt, dem er im Alter von 17 Jahren beitrat.
Er studierte Elektrotechnik an der Technischen Universität Darmstadt und trat aus Begeisterung für das Feuerwehrwesen sehr früh der Freiwilligen Feuerwehr Darmstadt-Innenstadt bei.
Im Jahr 1977 wurde er bei der Berliner Feuerwehr als Brandreferendar eingestellt, 1980 erfolgte die Ernennung zum Brandrat zur Anstellung.
Im Jahr 1992 wurde Broemme mit 39 Jahren der jüngste Leiter der Berliner Feuerwehr, indem er als Nachfolger des in den Ruhestand verabschiedeten Wolfgang Scholz zum Landesbranddirektor ernannt wurde. Vom 11. bis 17. Juli 1993 war er mit der Berliner Feuerwehr Ausrichter der X. Internationalen Feuerwehrwettkämpfe des Weltfeuerwehrverbandes CTIF (Feuerwehrolympiade). In seiner Dienstzeit musste er angesichts des Spardrucks die Zahl der hauptberuflichen Feuerwehrleute von 5200 auf 3800 reduzieren. Dem begegnete er, indem das von ihm mitgetragene „Einsatzkonzept 1999“ (EK 99) die Abkehr vom Löschzug und die Staffel als maßgebliche Größe brachte. Das von ihm favorisierte Modell vieler kleiner Feuerwachen statt weniger großer, das im dichten Berliner Verkehr kürzere Anfahrtszeiten ermöglichen sollte, war nicht finanzierbar.
Am 5. April 2006 wurde Albrecht Broemme durch Bundesinnenminister Wolfgang Schäuble mit Wirkung vom 16. Mai 2006 zum Präsidenten der Bundesanstalt Technisches Hilfswerk berufen. Er war bereits in den Jahren 1970 bis 1975 ehrenamtlicher Helfer im THW-Ortsverband Darmstadt. Zum 31. Dezember 2019 wurde Albrecht Broemme als Präsident der Bundesanstalt Technisches Hilfswerk in den Ruhestand verabschiedet. Er ist seit dem Jahr 2020 Ehrenpräsident des Technischen Hilfswerks und Vorstandsvorsitzender der THW-Stiftung.
Broemme war Vorsitzender der Arbeitsgemeinschaft der Leiter der Berufsfeuerwehren in der Bundesrepublik Deutschland sowie Vizepräsident des Deutschen Feuerwehrverbandes.
Im Jahr 2002 erhielt Broemme für sein langjähriges Engagement in der Normungsarbeit die Beuth-Gedenkmünze vom Deutschen Institut für Normung (DIN).
Broemme ist für die „Alliance for Consumer Fire Safety in Europe“ (ACFSE) tätig, die von der zur WPP-Gruppe gehörenden Public-Relations-Agentur Burson Cohn & Wolfe gesteuert wird.
Nach Broemmes Ausscheiden aus dem Amt des Landesbranddirektors im Mai 2006 wurde die Berliner Feuerwehr kommissarisch von dem Leitenden Branddirektor Wilfried Gräfling geführt, der am 7. November 2006 vom Berliner Innensenator Ehrhart Körting zum neuen Landesbranddirektor ernannt wurde.
Er gehört neben Manfred Schäfer (Ost) und Wilfried Gräfling zu den drei noch lebenden ehemaligen Leitern der Berliner Feuerwehr. Seit März 2022 wird er als Berliner Koordinator für die Unterbringung von Geflüchteten aus der Ukraine eingesetzt.
Im April 2025 veröffentlicht Albrecht Broemme sein Buch Deutschland in der Krise. Der Krisenmanager der Nation über Pandemien, Migration, Jahrhundertflut, drohende Kriege und wie wir den Herausforderungen der Gegenwart begegnen können im Riva-Verlag. In seinem Buch analysiert er die größten Katastrophen der vergangenen Jahre und zieht Lehren für die Zukunft. Er untersucht strategische Fehler und Versäumnisse im Umgang mit Krisen wie der Flüchtlingskrise, der Corona-Pandemie und der Flutkatastrophe im Ahrtal. Mehr als 20 Katastrophenszenarien – von Naturkatastrophen über Stromausfälle bis hin zu militärischen Bedrohungen – verdeutlichen strukturelle Defizite im deutschen Krisenmanagement. Ein besonderes Augenmerk liegt auf der zivilen Verteidigung und der Vorbereitung auf einen möglichen russischen Angriff.

## Familie
Broemme hat zwei Kinder, die in den Jahren 1991 und 1994 geboren sind.

## Sonstiges Engagement
Broemme ist seit Juli 2018 ehrenamtlicher Vorstandsvorsitzender des Zukunftsforums Öffentliche Sicherheit e. V. (ZOES), das 2007 von Mitgliedern des Innenausschusses des Deutschen Bundestages gegründet wurde.
Von März bis Mai 2020 koordinierte Broemme ehrenamtlich die Einrichtung eines Corona-Behandlungszentrums zur Bekämpfung der COVID-19-Pandemie auf dem Berliner Messegelände. Im Winter 2021/2022 wurde ihm die Einrichtung mehrerer Impfzentren in der Stadt übertragen.

## Ehrungen und Auszeichnungen
- Einsatzmedaille Fluthilfe 2002
- Hochwasser-Medaille des Landes Sachsen-Anhalt 2002
- Sächsischer Fluthelferorden 2002
- Elbeflut-Medaille des Landes Brandenburg (2002)
- Ehrenzeichen des Technischen Hilfswerks in Silber
- THW-Helferzeichen in Gold mit Kranz
- Einsatzzeichen für Humanitäre Hilfe im Ausland
- Ehrennadel des Deutschen Feuerwehrverbandes in Gold
- Dankmedaille des Landes Mecklenburg-Vorpommern in Anerkennung des Einsatzes anlässlich des Weltwirtschaftsgipfels 2007 in Heiligendamm
- 2006: Ehrennadel der Deutschen Jugendfeuerwehr in Gold
- 2006: Deutsches Feuerwehr-Ehrenkreuz in Gold
- 2006: Ehrenmitglied des Deutschen Feuerwehrverbandes[10]
- 2008: Offizierskreuz Pro Merito Melitensi des Souveränen Malteserordens
- 2017: Ehrenzeichen des Deutschen Roten Kreuzes in Silber
- 2019: Ehrennadel des LFV Rheinland-Pfalz in Gold
- 2019: Schleswig-Holsteinisches Feuerwehr-Ehrenkreuz in Gold
- 2020: Bundesverdienstkreuz 1. Klasse[11]
- 2022 Verdienstorden des Landes Berlin[12]